# Ibn Hàwqal
Abu-l-Qàssim ibn Alí an-Nassibí (àrab: أبو القاسم محمد بن علي النصيبي, Abū l-Qāsim ibn ʿAlī an-Naṣībī), més conegut com a Ibn Hàwqal (àrab: ابن حوقل, Ibn Ḥawqal), fou un escriptor i geògraf àrab del segle x, nascut a Nísibis o Nisibin vers 920.
Des de 943 va iniciar una sèrie de viatges cap al Sàhara, Magreb, al-Àndalus, Sicília, Egipte, Armènia, l'Azerbaidjan, Djazira, l'Iraq, Khuzistan, Fars, Coràsmia i Transoxiana. Les darreres anotacions són del 973 i després no se'n tenen més notícies.
Les observacions dels seus viatges consten al Kitab al-massàlik wa-l-mamàlik (o Kitab súrat al-ard).